# Bellyache
«Bellyache» — песня американской певицы Билли Айлиш, вышедшая 24 февраля 2017 года в качестве сингла с дебютного мини-альбома Don’t Smile at Me (2017).
Песня написана совместно со старшим братом певицы, Финниасом О’Коннеллом, и им же спродюсирована.

## История
23 марта 2017 года во время интервью с журналистами из издания Billboard Айлиш сказала, что

Это действительно забавно — поставить себя на роль персонажа — в туфли, в которых вы обычно не были бы. Не нужно любить кого-то, чтобы написать песню о любви к кому-то. Вам не нужно ненавидеть кого-то, чтобы написать песню о ненависти к кому-то. Вам не нужно убивать людей, чтобы написать песню об убийстве людей. Я не собираюсь убивать людей, поэтому я просто стану другим персонажем".
Оригинальный текст (англ.)You don't have to be in love with someone to write a song about being in love with someone. You don't have to hate somebody to write a song about hating somebody. You don't have to kill people to write a song about killing people. I'm not going to kill people, so I'm just going to become another character.

## Отзывы
Композиция, в целом, была одобрительно встречена музыкальными экспертами и обозревателями.
Майк Уасс из сетевого издания Idolator назвал его «зловещим синти-гимном, который положительно вызывает ярость и разочарование». Джейсон Липшуц из журнала Billboard сказал: «Она обернула мрачную лирику вокруг восхитительного хука перед припевом и ровного акустического узора, который в конечном итоге уступает место раскаленной драм-машине. Она знает, что песня, подобная „bellyache“, получит больше сторонних почитателей и отзывов, чем трансляций в Top-40, и с ней все в порядке». Эстель Тан из журнала Elle пометила трек как «шутку о плохих решениях». Джейкоб Мур из издания Pigeons and Planes заявил, что песня «демонстрирует интригу, которая во многом связана с тем, что это песня об убийстве».

## Музыкальное видео
Музыкальное видео было выпущено 22 марта 2017 года. Режиссёры клипа Miles и AJ. Сидни Гор из журнала Nylon так описывает музыкальное видео: «Её последний видеоролик для bellyache показывает певицу, застрявшую посреди пустынной трассы. Сначала сцена кажется невинной, когда Айлиш тащит маленький красный фургон с чем-то вроде личных вещей. Вскоре после этого мы узнаем, что она загружена мусорными пакетами, полными наличности. Когда идёт припев, мы чувствуем себя вынужденными танцевать вместе с ней на фоне величественных горных вершинах и почти забываем, что происходит что-то подозрительное. Но галлюцинации странной хореографии заканчиваются, и дорога приводит к чему-то неизвестному. Так что же все это значит? Очевидно, что Айлиш нельзя недооценивать».
Майк Васс из издания Idolator заявил, что «она выглядит соответствующим образом разозленной, но здесь присутствует темный юмор в сочетании ярких цветов и черных эмоций. Мне особенно нравится небольшой танцевальный момент». Джейкоб Мур из журнала Pigeons and Planes сказал, что видео «яркое, озорное и увлекательное».

## Концертные исполнения и кавер-версии
Айлиш исполнила «Bellyache» вживую во время своего североамериканского тура «1 by 1» в 2018 году. В феврале 2018 года Айлиш и Финнеас исполнили акустическую версию песни для Triple J. В марте 2018 года Айлиш исполнила трек в прогроамме Ночное шоу с Джимми Фэллоном. В ноябре того же года Айлиш исполнила песню для Vevo Lift. Она спела её на фестивале музыки и искусств Коачелла в апреле 2019 года, а также на фестивале Гластонбери в июне того же года. 6 декабря 2019 года Айлиш выпустила акустическую версию «Bellyache» в рамках своего концертного альбома Live at Third Man Records. В декабре 2019 года Айлиш исполнила «Bellyache» в театре Стива Джобса на первой ежегодной церемонии Apple Music Awards после победы в номинации «Артист года», а О’Коннелл играл на фортепиано. «Bellyache» также была включена в сетлисты тура Айлиш When We All Fall Asleep Tour (2019) и её Where Do We Go? World Tour (2020).
В мае 2019 года норвежская певица Сигрид исполнила песню «Bellyache» для сессии P3 на Шведском радио (Sveriges Radio). Том Скиннер из NME охарактеризовал кавер-версию как «заурядную» и отметил, что в ней Сигрид представлена с «акустической гитарой и бэк-вокалистом».
29 июня 2019 года экс-участницы группы «Ранетки» (Россия) исполнили свою кавер-версию песни во время фестиваля «Поколение NEXT» в Сочи.
14-летняя Данелия Тулешова (Казахстан) исполнила свою кавер-версию песни во время сольного онлайн-концерта «Квартирник на Тенгри», состоявшегося 1 июня 2020 года в прямом эфире Instagram.

## Чарты
| Чарт (2018—2019)                               | Высшая позиция |
| ---------------------------------------------- | -------------- |
| Австралия (ARIA)                               | 66             |
| Канада (Billboard Canadian Hot 100)            | 65             |
| Греция (IFPI)                                  | 54             |
| Ирландия (IRMA)                                | 39             |
| Литва (AGATA)                                  | 26             |
| Нидерланды (Single Tip)                        | 9              |
| Португалия (AFP)                               | 69             |
| Шотландия (OCC Scotland)                       | 89             |
| Словакия (Singles Digitál Top 100)             | 85             |
| Республика Корея (Gaon)                        | 197            |
| Швеция Heatseeker (Sverigetopplistan)          | 1              |
| Великобритания (OCC UK Singles)                | 79             |
| США (Billboard Bubbling Under Hot 100)         | 3              |
| США Alternative Digital Song Sales (Billboard) | 11             |

### Годовые чарты
| Чарт (2019)                                    | Позиция |
| ---------------------------------------------- | ------- |
| США Alternative Digital Song Sales (Billboard) | 23      |

## Сертификации
| Регион                                                                      | Сертификация  | Продажи   |
| --------------------------------------------------------------------------- | ------------- | --------- |
| Австралия (ARIA)                                                            | 5× Платиновый | 350 000   |
| Австрия (IFPI Austria)                                                      | Золотой       | 15 000    |
| Канада (Music Canada)                                                       | Платиновый    | 80 000    |
| Дания (IFPI Danmark)                                                        | Золотой       | 45 000    |
| Германия (BVMI)                                                             | Золотой       | 200 000   |
| Италия (FIMI)                                                               | Золотой       | 35 000    |
| Мексика (AMPROFON)                                                          | 2× Платиновый | 120 000   |
| Польша (ZPAV)                                                               | 2× Платиновый | 40 000    |
| Португалия (AFP)                                                            | Платиновый    | 10 000    |
| Испания (PROMUSICAE)                                                        | Золотой       | 30 000    |
| Великобритания (BPI)                                                        | Платиновый    | 600 000   |
| США (RIAA)                                                                  | 2× Платиновый | 2 000 000 |
| Данные о продажах + прослушиваниях приведены только на основе сертификации. |               |           |

## История выхода
| Регион | Дата            | Формат            | Лейбл               | Ссылка |
| ------ | --------------- | ----------------- | ------------------- | ------ |
| В мире | 24 февраля 2017 | Цифровая загрузка | Darkroom Interscope | [ 1 ]  |